# Клан Семпилл
Клан Семпилл (англ. Clan Sempill) — один из кланов равнинной части Шотландии, Лоуленд.
- Девиз клана: Keep tryst (старошотл.) — «Храни веру» (Keep trust)
- Земли клана: Ренфрушир и Абердиншир
- Вождь клана: Достопочтенный Джеймс Уильям Стюарт Уитмор Семпилл, 21-й лорд Семпилл[1]
- Резиденция вождя клана: Замок Крэгивар (англ. Craigievar Castle)
- Историческая резиденция вождя клана: Замок Сэмпл (англ. Castle Semple)

## История клана Семпилл

### Происхождение клана Семпилл
Клан под названием Семпилл был известен в Ренфрушире, начиная с XII века, но происхождение и этого названия и самого клана остаются неясными. Есть предположение, что название происходит от слов «Святой Павел» — но это представляется маловероятным. Другое предположение, что это название переводится словами «простой» или «скромный» тоже кажется маловероятным — сомнительно, что основатель клана носил такое имя и решил его увековечить в названии клана.
В 1246 году Роберт де Семпилл упоминается в королевской грамоте по земельной собственности аббатства Пейсли в качестве свидетеля. Позднее в качестве камергера он также был свидетелем грамоты графа Леннокса.

### XIV век — война за независимость Шотландии
Во время Войны за независимость Шотландии Роберт де Семпилл и два его сына — Роберт и Томас поддержали Роберта Брюса, будущего короля независимой Шотландии. За это они потом были награждены землями. Старший сын получил во владение все земли вокруг Ларгса в Эршире, которые были конфискованы у английского ставленника Балиола. Младший сын — Томас получил половину земель Лонгниддри в Ист-Лотиане.
В 1344 году клан получил в собственность земли Элиотсоун.

### XV—XVI века
Сэр Томас Семпилл погиб во время войны с Англией, воюя в армии короля Шотландии Якова III Стюарта во время битвы под Сочиберне в 1488 году. Его единственный сын Джон Семпилл унаследовал земли и поместья. Джон Семпилл получил титул лорда от короля Якова IV. В 1505 году Джон Семпилл построил церковь в монастыре Локвиннок. Он также перестроил замок, который стоял в восточной части озера, который он переименовал в замок Семпилл. Джон Семпилл погиб в битве при Флоддене в 1513 году, воюя в рядах короля Шотландии.
Джону Сеплиллу унаследовал его сын Уильям, получивший королевскую грамоту на земли и титулы при содействии регента Олбани. Уильям Семпилл был на помолвке Марии Стюарт, королевы Шотландии, и принца Эдуарда, сына Генриха VIII Тюдора, короля Англии.
Сын Уильяма Семпилла — Роберт Семпилл получил должность констебля замка Дуглас, попал в английский плен во время битвы при Пинки в 1547 году.
Роберт Семпилл вошел в историю как «Большой лорд Семпилл». Он поддерживал королеву-регентшу Марию де Гиз, которая была вдовой короля Шотландии Якова V. Роберт Семпилл был в оппозиции к большинству шотландских аристократов, которые поддержали Реформацию. Этим он нажил много смертельных врагов, которые начали против него войну. Он был верным сторонником королевы Марии Стюарт до смерти Генри Стюарта, лорда Дарнли. Затем он стал сторонником коалиции, выступившей против Марии Стюарт, и посадившей на королевский трон ее малолетнего сына — короля Якова VI. Роберт Семпилл воевал против королевы и участвовал в битве при Карберри-хилл в 1567 году. Он был одним из тех вождей шотландских кланов, подписавших ордер на арест королевы Марии Стюарт, которая находилась в замке Лох-Ливен. Он возглавил передовой отряд армии регента Морея во время битвы при Лангсайде в 1568 году. За это он был награжден землями в аббатстве Пейсли. Но его повелитель — регент Морей был убит в 1570 году, а Роберт Семпилл был брошен за решетку, хотя был выпущен через год.
Сын Роберта Семпилла — Джон Семпилл имел слугу-танцора, которого он бичевал за какую-то провинность. Этим слугой был известный в будущем реформатор шотландской церкви Джон Нокс. Джон Семпилл был обвинен в «государственной измене» и приговорен к смертной казни путем повешения. Но приговор был смягчен — его бросили в тюрьму, но потом освободили из заключения.
В 1572 году Джону Семпиллу унаследовал его старший сводный брат Роберт Семпилл (ум. 1611), который стал 4-м лордом Семпиллом. Роберт Семпилл участвовал в крещении принца Генри Стюарта в 1594 году и присутствовал на королевском банкете в большом зале замка Стерлинг. Он получил должность тайного советника короля Шотландии Якова VI и был отправлен в Испанию в качестве посла. Позже Роберт Семпилл отказался от римско-католической веры и от всех государственных должностей.

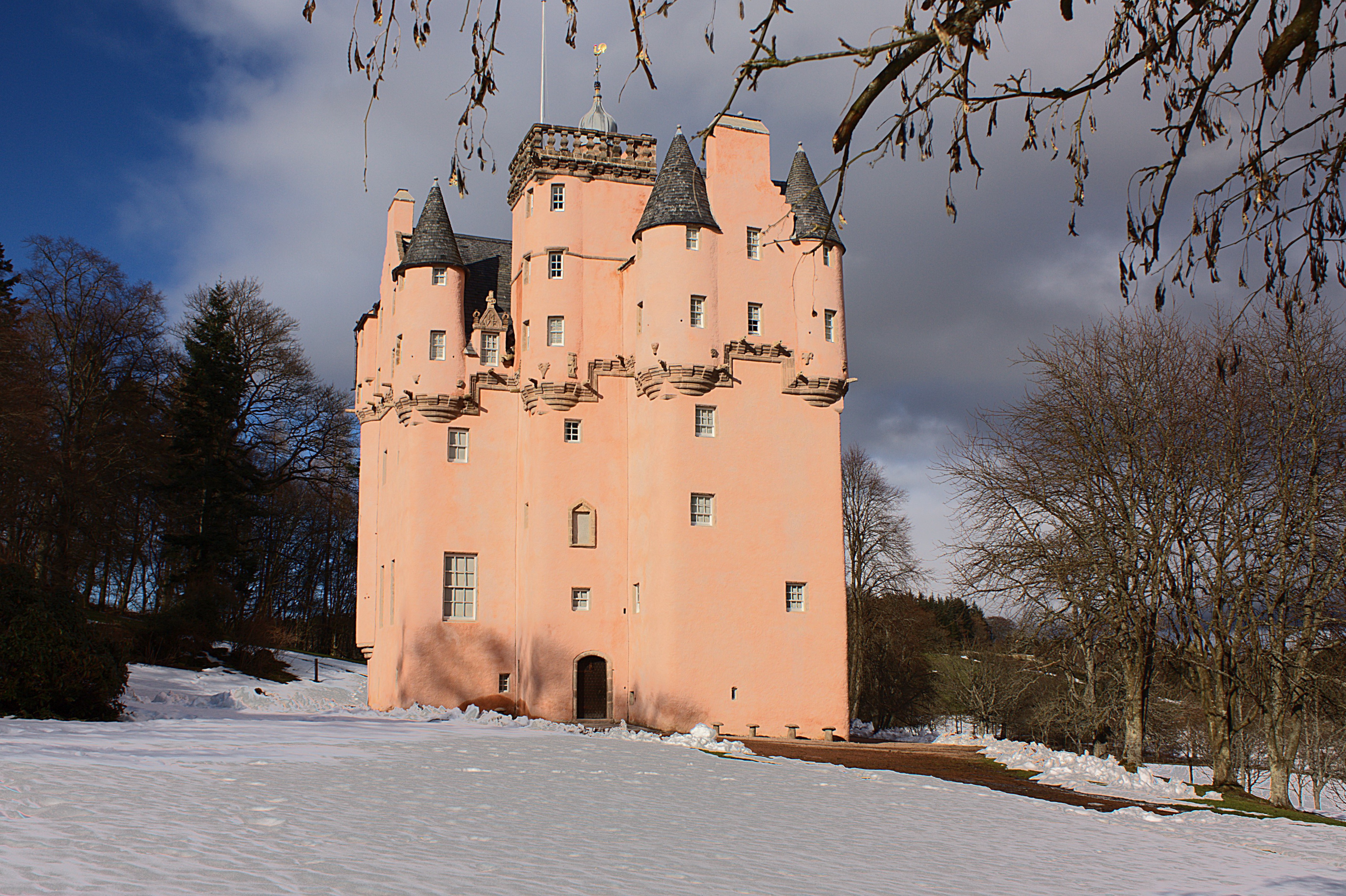
Замок Крэгивар, резиденция вождей клана Семпилл

### XVII век
Во время Гражданской войны на Британских островах Роберт Семпилл, 6-й лорд Семпилл, поддержал роялистов, за это преследовался республиканцами и ковенантерами, был оштрафован на крупную сумму. Фрэнсис Семпилл, 8-й лорд Семпилл (ок. 1660—1684), принял протестантизм. Он был первым вождем клана Семпилл, который был депутатом парламента. Он умер в 1684 году. На посту вождя клана его сменила Энн Семпилл (ум. 1695), в замужестве Эберкромби.
Старший сын Энн и Роберта Эберкромби, Фрэнсис Семпилл (ок. 1685—1716), стал 10-м лордом Семпилл. Он был ярым противником союза с Англией. Он умер холостым, не оставив детей, ему наследовал его младший брат Джон Семпилл (ум. 1727). Джон Семпилл поддержал британское правительство Ганноверской династии во время первого восстания якобитов в 1715 году. Джон также умер неженатым и титул перешел к его брату Хью Семпиллу (1688—1746), который был профессиональным военным. Хью Семпилл воевал в составе британской армии на континенте. В 1746 году он командовал полком британской армии во время битвы при Каллодене с шотландскими повстанцами.

### Вождь клана
В настоящее время вождем клана Семпилл (с 1995 года) является Джеймс Уильям Стюарт Уитмор Семпилл, 21-й лорд Семпилл (род. 25 февраля 1949).

### Замки
- Замок Крэгивар в Абердиншире, резиденция вождей клана Семпилл
- Замок Семпл в Ренфрушире, бывшая резиденция вождей клана Семпилл.